# Owen Beck (hockey sobre hielo)
Owen Beck (Peterborough, Ontario, 3 de febrero de 2004) es un jugador profesional canadiense de hockey sobre hielo que se desempeña en la posición de centro en Montreal Canadiens, equipo de la National Hockey League (NHL).

## Carrera
Fue seleccionado en la segunda ronda en la NHL Entry Draft de 2022. Hizo su debut profesional con el equipo Montreal Canadiens, donde lleva jugando una temporada.